# Luthézieu
Luthézieu era una comuna francesa que estaba situada en el departamento de Ain, de la región de Auvernia-Ródano-Alpes, que en 1974 se fusionó con la comuna de Belmont, formando la comuna de Belmont-Luthézieu.

## Demografía
| Gráfica de evolución demográfica de Luthézieu entre 1793 y 1968 |
|                                                                 |

Los datos demográficos contemplados en este gráfico se han cogido de la página francesa EHESS/Cassini.